# Paul O'Dette
Paul O'Dette (Columbus, 2 febbraio 1954) è un liutista e musicologo statunitense.

## Biografia
O'Dette ha iniziato suonando da giovane la chitarra elettrica in un gruppo rock a Columbus, capitale dell'Ohio. Per caso gli capitò di suonare delle trascrizioni per chitarra di musica per liuto, il che lo convinse ad avventurarsi nello studio di questo strumento, del quale è diventato un eccellente interprete, così come di altri strumenti dell'epoca antica: l'arciliuto, la tiorba e la chitarra barocca.
In seguito si è specializzato nella esecuzione di musica del Rinascimento e del Barocco realizzando oltre 100 incisioni discografiche e ottenendo numerose nomination Grammy e premi da parte della critica. Il suo ciclo di registrazioni in 5 dischi della musica per liuto di John Dowland per Harmonia Mundi ha ottenuto il prestigioso premio francese Diapason d'Or dell'anno.
Nel corso degli anni ha collaborato con vari interpreti, tra cui l'ensemble The King's Noyse diretto dal violinista David Douglass.
Oltre alla attività di interprete, Paul O'Dette è un avido ricercatore, e ha lavorato sulla prassi esecutiva e sulle fonti della musica vocale del XVII secolo italiana e inglese, sulla pratica del basso continuo e sulla tecnica del liuto.
Dal 1976 è insegnante di liuto alla Eastman School of Music a New York e direttore artistico del Boston Early Music Festival. Risiede a Rochester, New York, con la sua famiglia.

## Discografia
- 1983 - John Dowland, Musike of lute (Astrée)
- 1984 - English lute duets, con Jakob Lindberg (BIS)
- 1985 - Francesco da Milano, Intabolatura de l'Ars Nova, Florantine (Astrée)
- 1987 - Antonio Vivaldi, Lute & mandolin concertos, con The Parley of Instruments (Hyperion)
- 1987 - Robin is to the Greenwood Gone. Elizabethan Lute Music (Elektra)
- 1987 - Ancient Airs & Dances, con  Rogers Covey-Crump (Hyperion)
- 1990 - Giovanni Girolamo Kapsberger, Il Tedesco della Tiorba (Harmonia Mundi)
- 1990 - Thomas Campion, Ayres, con Drew Minter, controtenore (Harmonia Mundi)
- 1990 - Abvlatvres de Levt (Astrée)
- 1992 - Sigismondo d'India, Lamento d'Orfeo, con Nigel Rogers e Andrew Lawrence-King (Virgin Classics)
- 1993 - The King's Delight. 17 century ballads for voice & violin band, con The Kings Noyse (Harmonia Mundi)
- 1994 - Dolcissima et Amorosa. Early Italian Renaissance Lute Music (Harmonia Mundi)
- 1994 - Canzonetta. 16th century canzoni & instrumental dances (Harmonia Mundi)
- 1995-1997 - John Dowland, Complete lute works vol. 1-5 (Harmonia Mundi, 5 Cd)
- 1996 - The Queen's Delight. 17th century english ballads and dances, con The King's Noyse (Harmonia Mundi)
- 1997 - Le Jardin de Mélodies. 16th century french dances & songs, con The King's Noyse (Harmonia Mundi)
- 1998 - Apollo's Banquet. 17th century music from the publications of John Playford, con David Douglass e Andrew Lawrence-King (Harmonia Mundi)
- 1999 - Alla Venetiana. Early 16th century venetian lute music (Harmonia Mundi)
- 1999 - Jacopo Peri, Il Zazzerino (Harmonia Mundi)
- 1999 - Anthony Holborne, My Selfe. 16th century pavans, galliards, and almains, con The King's Noyse (Harmonia Mundi)
- 2000 - Pavaniglia. Dances & madrigals from 17th century Italy, con The Kings Noyse (Harmonia Mundi)
- 2001 - Robin Hood. Elizabethan Ballad Settings (Harmonia Mundi)
- 2001 - Simone Molinaro, Fantasie, canzoni e balli (Harmonia Mundi)
- 2002 - John Dowland, Seaven Teares con The Kings Noyse (Harmonia Mundi)
- 2003 - Nicolas Vallet, Le Secret des Muses (Harmonia Mundi)
- 2003 - The Royal Lewters. Music of Henry VIII and Elizabeth I's favourite lutenists (Harmonia Mundi)
- 2005 - Lusty Gallant, England's Golden Age (Harmonia Mundi, 2 Cd)
- 2006 - Daniel Bacheler, The Bachelar's delight (Harmonia Mundi)
- 2007 - Bach: Lute Works, Vol. I - Paul O'Dette (harmonia mundi usa)
- 2008 - Santiago de Murcia, Jàcaras!, con Andrew Lawrence-King (Harmonia Mundi)
- 2008 - Melchior Neusidler, Lute music (Harmonia Mundi)
- 2010 - Marco dall'Aquila, Pieces for lute (Harmonia Mundi)
- 2010 - Marc-Antoine Charpentier, Actéon H.481, La Pierre Philososphale H.501, Boston Early Festival Vocal & Chamber Ensembles, conducted by Paul O'Dette e& Stephen Stubbs CD CPO 2010
- 2011 - John Blow, Vénus et Adonis, Boston Early Festival Vocal & Chamber Ensembles, conducted by Paul O'Dette & Stephen Stubbs CD CPO 2011
- 2013 - Marc-Antoine Charpentier, La Descente d'Orphée aux Enfers H.488, La Couronne de fleurs H.486, Boston Early Festival Vocal & Chamber Ensembles, CD CPO 2014 Grammy Award for Best Opera Recording 2015
- 2013 - George Frideric Handel, Acis and Galatea, Boston Early Music Festival Vocal & Chamber Ensembles, conducted by Paul O'Dette & Stephen Stubbs 2 CDs CPO 2013
- 2013 - Francesco da Milano, Il divino (Harmonia Mundi)
- 2015 - Agostino Stefanni, Niobe Regina di Tebe, Boston early Music Festival Orchestra, conducted by Paul O'Dette et Stephen Stubbs 3 CDs CPO 2015
- 2017 - Agostino Stefanni, Duets of Love and Passion, Boston Early music Festival Chamber Ensemble, conducted by Paul O'Dette & Stephen Stubbs 3 CD CPO 2017
- 2018 - George Frideric Handel, Almira, Boston Early Music Festival Orchestra, conducted by Paul O'Dette & Stephen Stubbs CD CPO 2018
- 2019 - Marc-Antoine Charpentier, Les Plaisirs de Versailles H.480, Les Arts Florissants H.487, Boston Early Festival Vocal & Chamber Ensembles, conducted by Paul O'Dette & Stephen Stubbs CD CPO 2019
- 2020 - Michel-Richard de Lalande, Les Fontaines de Versailles, Le Concert d'Esculape, Boston Early Festival Vocal & Chamber Ensembles, conducted by Paul O'Dette & Stephen Stubbs CD CPO 2020